# DF Гончих Псов
DF Гончих Псов (лат. DF Canum Venaticorum) — тройная звезда в созвездии Гончих Псов на расстоянии приблизительно 594 световых лет (около 182 парсек) от Солнца.
Пара первого и второго компонентов — двойная затменная переменная звезда типа W Большой Медведицы (EW). Визуальная звёздная величина звезды — от +11,47m до +10,96m. Орбитальный период — около 0,3269 суток (7,8455 часа).
Открыта Робертом Вебером в 1963 году**.

## Характеристики
Первый компонент — жёлтый карлик спектрального класса G7, или G8V, или F9. Масса — около 0,91 солнечной, радиус — около 1,03 солнечного, светимость — около 0,78 солнечной. Эффективная температура — около 5254 K.
Второй компонент — жёлтый карлик спектрального класса G. Масса — около 0,32 солнечной, радиус — около 0,64 солнечного, светимость — около 0,21 солнечной. Эффективная температура — около 4902 K.
Третий компонент — красный карлик спектрального класса M. Масса — около 0,23 солнечной. Орбитальный период — около 17,2 года.